# Kompleks Kasandry

Postać Kasandry na obrazie Evelyn De Morgan.

Kompleks Kasandry (znany również jako dylemat lub syndrom Kasandry) – zjawisko, w którym uzasadnione obawy i ostrzeżenia są ignorowane lub uważane za nieprawdziwe.
Termin wywodzi się z mitologii greckiej, konkretnie z Iliady Homera, w której wystąpiła tragiczna postać Kasandry, córki króla Troi, Priama. Zauroczony jej urodą Apollo ofiarował dziewczynie dar przewidywania przyszłości, lecz gdy odrzuciła jego awanse, rzucił na nią przekleństwo, zgodnie z którym nikt odtąd nie dawał wiary jej przepowiedniom. Kasandra wiedziała o nadchodzącej zagładzie miasta, ale nie mogła ani zmienić przyszłości, ani przekonać Trojan do swoich racji.